# Gaibana
Gaibana is een plaats (frazione) in de Italiaanse gemeente Ferrara.